# Zinzino
A Zinzino AB az EU, Norvégia, Izland, Svájc és Észak-Amerika területén működő, közvetlen értékesítéssel foglalkozó vállalat. 
A céget 2005-ben alapította Finn Ørjan Sæle, 2010-ben pedig részvénytársasággá alakult.  
Azóta a Zinzino nyilvánosan működő részvénytársaság, részvényeit a Nasdaq First North jegyzi.
A Zinzino a norvég BioActive Foods AS Archiválva 2018. május 22-i dátummal a Wayback Machine-ben, valamint a Faun Pharma AS Archiválva 2018. november 7-i dátummal a Wayback Machine-ben kutatóintézet és gyártóüzem tulajdonosa. A Zinzinonak több mint 120 alkalmazottja van. A vállalat központja a svédországi Göteborgban található, de további irodákkal rendelkezik Helsinkiben, Rigában, Oslóban és az egyesült államokbeli Floridában is. 
A Zinzino két termékvonalba tartozó termékeit forgalmazza és értékesíti: az egyik a Zinzino Health, amely az egészség hosszú távú megőrzésére koncentrál, a másik pedig a Zinzino Coffee, amely kávéfőző gépeket, kávékat és teákat kínál.
A vállalat fő területe a bioaktív omega táplálékkiegészítők előállítása. A fejlesztések az emberi szervezetben megtalálható omega3 és omega6 zsírsavak egyensúlyára irányulnak.